# 370-es évek
Évszázadok: 3. század – 4. század – 5. század
Évtizedek: 320-as évek – 330-as évek – 340-es évek – 350-es évek – 360-as évek – 370-es évek – 380-as évek – 390-es évek – 400-as évek – 410-es évek – 420-as évek
Évek: 370 371 372 373 374 375 376 377 378 379

## Események
- 376-ban II. Chandragupta császár uralkodásának kezdete, a Gupta Birodalom fénykora.
- 378-ban a vizigótok legyőzik a rómaiakat a hadrianopolisi-csatában, Valens császár elesik a harcban.
- 378 körül hosszú rivalizálás után Tikal megtámadja és elfoglalja Uaxactún városát.